# أوبثكية جورجية
أوبثكية جورجية (الاسم العلمي: Eupithecia georgii) هي نوع من الحشرات تتبع جنس الأوبثكية من الفصيلة الأرفية.